# 김찬 (1894년)
김찬(金燦, 본명: 김낙준(金洛俊), 1894년 ~ ?)은 일제강점기의 사회주의 계열 운동가이다. 함경북도 명천군 출신이며 조선공산당 중앙집행위원, 고려공산청년회 중앙위원, 조선청년총동맹 집행위원, 정의부 중앙집행위원을 역임했다. 가명으로 정만(鄭滿), 권일수(權一秀), 서여림(徐如林), 황기룡(黃起龍), 수암(水岩)을 사용했다.

## 생애
어린 시절에는 한문을 배웠고 경성고등소학교(鏡城高等小學校), 성진중학교(城津中學校), 명천 진성중학교(進成中學校)를 졸업했다. 1912년에는 경성의학전문학교에 입학했지만 1년 만에 중퇴했고 일본 메이지 대학 전문부 법학과에 입학하게 된다. 1914년에는 메이지 대학을 중퇴하고 북간도에 위치한 국자가 도립 중학(局子街道立中學)에 입학했지만 1년 만에 중퇴하고 만다.
1917년부터 일본 도쿄에 위치한 모직 공장에서 직공으로 근무했으며 사회주의와 관련된 서적을 접하게 된다. 1919년에는 메이지 대학에 다시 입학했지만 얼마 지나지 않아서 주오 대학 정치과로 전학하게 된다. 주오 대학 재직 시절에는 일본인 사회주의자들과의 교류를 가졌다. 1920년에는 러시아 이르쿠츠크를 방문하면서 이르쿠츠크파 한인 공산주의자들과의 만남을 가졌다. 또한 1920년 하반기에는 이르쿠츠크에 위치한 코민테른 극동총국을 방문하여 극동민족대회의 일본인 대표 출석 문제를 협의했다.
1920년에는 일본 도쿄에 거주하던 재일 조선인 유학생들, 노동자들의 지원을 위해 결성된 사회주의 계열 단체인 도쿄 조선 고학생 동우회(東京朝鮮苦學生同友會)에 가입했고 1921년에는 주오 대학을 중퇴하게 된다. 1921년 11월에는 박열, 조봉암 등이 일본 도쿄에서 결성한 재일 조선인 사회주의 단체인 흑도회(黑濤會)에 참여했다.
1923년 1월에는 러시아 블라디보스토크를 방문하여 코민테른 극동총국 간부들과 함께 조선에서의 공산당 조직 문제를 협의했다. 1923년 4월에는 코민테른 극동총국 민족부 산하 코르뷰로의 명령을 받고 조선으로 잠입해서 조선공산당 결성을 준비했다. 1923년 6월에는 김재봉, 신철, 신백우 등과 함께 코르뷰로 국내부 결성 과정에 참여했다.
1924년 11월 19일에는 사회주의 단체인 화요회(火曜會)를 결성했다. 이 단체는 중국 상하이에서 활동하던 이르쿠츠크파 공산주의자 3인조인 박헌영, 임원근, 김단야가 참가했고 일본 유학생 출신인 조봉암도 참가했다. 화요회는 그 외의 여러 공산주의자 파벌들과 연합하여 1925년 4월 17일에 오늘날 서울 을지로에 위치한 중국 음식점인 아서원(雅敍園)에서 마침내 19명의 공산주의자들이 비밀 회합을 하여 조선공산당 결성식이 극비리에 거행되었고 김찬은 조선공산당 중앙집행위원, 상무집행위원, 선전부장에 선출되었다.
1924년 2월 박일병, 윤덕병 등과 함께 사회주의 단체인 신흥청년동맹을 결성하면서 해당 단체의 집행위원장으로 선임되었고 1924년 4월에는 조선청년총동맹 중앙집행위원, 상무위원으로 선임되었다. 1925년 4월에는 경성부에서 열린 조선공산당 창립대회에 참석하면서 해당 단체의 선전부장으로 선임되었다. 1925년 4월에는 고려공산청년회 청년뷰로 결성 과정에 참여하면서 해당 단체의 중앙위원회 간부로 선임되었다. 1925년 7월에는 4단체 합동위원회 위원에서 화요회의 일원으로 참여했다. 1925년 8월에는 한양청년연맹 결성 과정에 참여하고 해당 단체의 집행위원을 역임했다.
1925년 12월에 일어난 제1차 조선공산당 검거 사건에 연루되어 조선공산당 간부들과 함께 중국 상하이로 망명했고 상하이에서 조선공산당 해외부를 결성하게 된다. 1926년에는 6·10 만세운동을 계획·지도했지만 상하이에서 활동하던 조선공산당 해외부가 해체되면서 1926년 7월에 러시아 블라디보스토크로 피신하게 된다. 1927년 7월에는 북만주로 피신했고 1927년 10월에는 제1차 간도공산당 검거 사건으로 인해 해체된 조선공산당 만주총국의 재건을 추진했다.
조선공산당 만주총국 간부로 활동하던 동안에는 신민부 반대 운동을 주도하는 한편 조선인농민조합, 북만조선청년총동맹 결성 과정에 참여했다. 1928년 9월에는 중국 지린성에서 결성된 사회주의 단체인 정의부에서 중앙집행위원으로 참여했으며 1929년 1월에는 남만조선인청년총동맹 결성 과정에 참여했다. 1929년 6월에는 조선공산당 만주총국과 정의부와의 제휴 문제에서 민족통일전선 전술을 유지해야 한다는 입장을 밝히면서 소수파로 밀려났고 1929년 12월에 조선공산당 만주총국 위원에서 해임되고 만다.
1930년에는 헤이룽장성 아성현(阿城縣)에서 조선인 보통학교 교사로 근무했다. 1931년 5월에 조선에 잠입하던 도중에 일본 경찰에 검거되었는데 이후의 행적에 대해서는 거의 알려져 있지 않다.

## 참고 문헌
- 《한국사회주의운동인명사전》 (강만길·성대경 엮음, 창작과 비평사, 1996년)
- 《한국공산주의운동사 2》 (김준엽·김창순, 청계연구소, 1986년)
- 《한국공산주의운동사(자료편) I》 (김준엽·김창순, 아세아문제연구소, 1979년)
- 《1920년대 국내 사회주의운동 연구》 (전명혁, 성균관대 박사학위논문, 1997년)